# Lysleder
En lysleder eller et optisk fiber, også kaldt fibernet, er lavet af glas eller plastik og er designet til at transportere data som lysimpulser langs det indre af fiberens kerne.
Lysledere anvendes først og fremmest til telekommunikation – og i visse sensorer.
Lyslederes anvendelse indenfor telekommunikation skyldes lysledernes lave optiske tab ved de anvendte lysbølgelængder og for lysledere med tynde kerner (ca. 10 µm i diameter) kan signaler med store båndbredder sendes ca. 350–1000 km med normal digital amplitudemodulation

- og mere end 4.000 km med adaptive specielt designede pulser der udbreder sig som solitoner ned gennem fiberen.

En solitons egenskab er, at pulsens form ikke tværes ud, uanset tilbagelagt afstand. Begge uden signalregenerering og signalforstærkning.
En enkel lysleder kan overføre flere lysbølgelængder og kan på denne måde overføre n*(10Gbit/s). F.eks. vil 320 passende valgte lysbølgelængder kunne overføre 3.200 Gbit/s.

Elektriske koaksialkabler og parsnoede kabler klarer normalt kun 100 meter uden signalregenerering og signalforstærkning af store båndbredder på f.eks. 10Gbit/s.

## Historie
Lyslederes principielle lys-guidende effekt blev først demonstreret af Daniel Colladon og Jaques Babinet i 1840'erne.

I 1952 udførte fysikeren Narinder Singh Kapany eksperimenter som ledte til opfindelsen af den optiske fiber, baseret på Tyndall's tidligere forskning; moderne optiske fibre, hvor glasfiberen er overtrukket med en gennemsigtig overtræk for at lave den refraktive overgang dukkede op senere i årtiet.

I 1965 foreslog Charles K. Kao og George A. Hockham fra det Britiske firma Standard Telephones and Cables at optiske fibres dæmpning blev forårsaget af urenheder, som kunne fjernes. De spekulerede i at optiske fibre kunne blive et anvendeligt medium for kommunikation, hvis dæmpningen kunne reduceres til under 20 dB per kilometer (Hecht, 1999, p. 114). Dette dæmpningsmål blev nået i 1970, af forskerne Robert D. Maurer, Donald Keck, Peter C. Schultz og Frank Zimar, der arbejdede for det amerikanske glasmager Corning Glass Works, nu Corning Inc.. De demonstrerede et optisk fiber med en optisk dæmpning på 17 dB per kilometer af titanium-doteret Siliciumbaseret glas. Et par år senere producerede de et fiber med kun 4 dB/km ved anvendelse af germaniumoxider som kernedotering. Disse lave dæmpninger bebudede optiske fibres anvendelse til telekommunikation og muliggjorde internettet. I dag er optiske fibres dæmpning langt mindre end elektriske kobberkabler, hvilket ledte til fiberforbindelser på op til 500 – 800 km uden repeater.